# 鎌田温泉
鎌田温泉（かまたおんせん）は、群馬県利根郡片品村（旧国上野国）にある温泉。片品温泉、尾瀬戸倉温泉、幡谷温泉、丸沼温泉の4つの温泉と共に片品温泉郷を構成している。

## 泉質
- アルカリ性単純温泉
  - 泉温　40〜56℃
  - 源泉掛け流し。

## 温泉地
片品温泉への向かう途中、日本ロマンチック街道と呼ばれる国道120号と国道401号が分岐点付近に温泉地が点在する。
2軒の旅館と1軒の日帰り温泉施設が存在する。旅館でも日帰り入浴可能。周辺は旧宿場町でもある。

## 歴史
昔からこの辺りは温泉が出ないと言われたが、昭和62年（1987年）に温泉湧出。

## アクセス
自動車
- 関越自動車道沼田ICより国道120号経由、車で40分。

鉄道
- JR上越線沼田駅からバスで70分、「鎌田」バス停下車。